# Pycnopsyche scabripennis
Pycnopsyche scabripennis là một loài Trichoptera trong họ Limnephilidae. Chúng phân bố ở miền Tân bắc.